# ENNIE Awards
ENNIE Awards (раніше ENnie Awards; також ENNIES чи Ennies) — це нагорода за продукти, пов'язані з рольовими іграми (RPG) (включно з ігровими аксесуарами, виданнями та мистецтвом) та їхніми творцями. Нагорода була заснована у 2001 році Рассом Морріссі з EN World у партнерстві з Eric Noah's Unofficial D&D Third Edition News. З 2002 року церемонія вручення нагород відбувається на Gen Con-і в Індіанаполісі.
ENNIE складається з двох турів. У першому турі видавці надсилають свої продукти до номінації. Заявки оцінюють п'ятеро демократично обраних суддів. У другому турі номіновані суддями продукти проходять голосування громадськості. Переможців щорічних нагород оголошують на церемонії під час Gen Con-у.

## Історія
Нагорода спочатку фокусувалася на продуктах і видавцях системи d20. Згодом вона охопила «усі ігри, доповнення та суміжні проєкти». Від 2002 року переможці оголошуються на церемонії наживо під час Gen Con-у. З часом церемонія стала вважатися «визначною частиною» цього конвенту.
Номінантів обирає журі, а за переможців голосує публіка. Останніх оголошують на церемонії нагородження, котра проводилася у співпраці між Gen Con та EN World.. Від початку 2019 року EN World та Расс Морріссі більше не пов'язані з нагородою.
У 2007 році ENNIES були спонсоровані корпорацією Your Games Now, у 2008 році — Avatar Art. У 2010, 2011 та 2012 роках їх спонсорували як Indie Press Revolution, так і DriveThruRPG. З 2013 по 2016 рік їх спонсорувала лише DriveThruRPG. У 2015 році компанія Campaign Coins виготовила медалі як спонсор; Lone Wolf Development стала спонсором у 2017 році.
У 2015 році з другого туру нагороди за порушення авторських прав дискваліфікували гру Mass Effect, котра не мала офіційної ліцензії.
У 2020 році Massif Press зняла свою рольову гру Lancer із конкурсу через скандал 2017 року, коли ігровий модуль для системи Lamentations of the Flame Princess під назвою «Blood in the Chocolate» отримав золоту нагороду в категорії «Пригода», попри те, що преса, представники індустрії та навіть сам автор його широко описували як «образливий», «особливо огидний» і «просто безглуздий».
Письменник Джордж Р. Р. Мартін у 2010 році назвав нагороду ENNIE «найпрестижнішою нагородою у сфері рольових ігор». Чарлі Хол прокоментував для Polygon у 2020 році:
| Ennies є унікальними серед ігрових нагород. Судді тут — волонтери, які дотримуються суворих етичних принципів. Головним із них є зобов'язання не мати ніяких професійних стосунків із жодним видавцем рольових ігор напередодні нагородження. Вони допомагають переконатися, що Ennies — це не просто конкурс популярності, відсіюючи десятки за десятками заявок, залишаючи лише найкращих. Після того, як сформовано короткий список, голосування за остаточних переможців стає відкритим для всіх. Оригінальний текст (англ.) The Ennies are unique among gaming awards. Judges are volunteers, who follow a strict set of ethical guidelines. Chief among them is the vow not to have any professional relationship with any RPG publisher in the lead up to the awards. They help ensure that the Ennies aren’t just a popularity contest by winnowing down the dozens upon dozens of submissions to only the very best. Once the short list has been created, voting on the final winners is open to all. |
ENNIE Awards присуджує Золоту та Срібну нагороди за 1-ше та 2-ге місця відповідно. Категорії змінюються щороку залежно від номінацій. Станом на 2024 рік, категорії були такими:
- Вибір суддів
- Найкраща пригода — довгий формат
- Найкраща пригода — короткий формат
- Найкращий інструмент/аксесуар — цифровий
- Найкращий інструмент/аксесуар — нецифровий
- Найкраще зображення на обкладинці
- Найкращі зображення всередині публікації
- Найкращі мапи
- Найкращий контент, створений спільнотою
- Найкраща сімейна гра/продукт
- Найкраща безплатна гра/продукт
- Найкраща гра
- Найкраще верстання та дизайн
- Найкращий монстр/супротивник
- Найкращий онлайн-контент
- Найкраща якість виробництва
- Найкращий продукт, пов'язаний з РПГ
- Найкращі правила
- Найкращий сетинг
- Найкращий стрімінговий контент
- Найкращий додаток
- Найкращий текст/написання
- Продукт року

## Переможці за роками
- Переможці ENnie Award 2001(інші мови)
- Переможці ENnie Award 2002(інші мови)
- Переможці ENnie Award 2003(інші мови)
- Переможці ENnie Award 2004(інші мови)
- Переможці ENnie Award 2005(інші мови)
- Переможці ENnie Award 2006(інші мови)
- Переможці ENnie Award 2007(інші мови)
- Переможці ENnie Award 2008(інші мови)
- Переможці ENnie Award 2009(інші мови)
- Переможці ENnie Award 2010(інші мови)
- Переможці ENnie Award 2011(інші мови)
- Переможці ENnie Award 2012(інші мови)
- Переможці ENnie Award 2013(інші мови)
- Переможці ENnie Award 2014(інші мови)
- Переможці ENnie Award 2015(інші мови)
- Переможці ENnie Award 2016(інші мови)
- Переможці ENnie Award 2017(інші мови)
- Переможці ENnie Award 2018(інші мови)
- Переможці ENnie Award 2019(інші мови)
- Переможці ENnie Award 2020(інші мови)
- Переможці ENNIE Award 2021(інші мови)
- Переможці ENNIE Award 2022(інші мови)
- Переможці ENNIE Award 2023(інші мови)
- Переможці ENNIE Award 2024(інші мови)